# Robert Favreau (historien)
Pour les articles homonymes, voir Robert Favreau et Favreau.
Robert Favreau, né le 5 avril 1931 à Saint-Savin-sur-Gartempe, est un archiviste et historien français spécialiste du Moyen Âge.

## Biographie
Robert Favreau est le deuxième d'une famille de 8 enfants dont le père était notaire à Saint-Savin-sur-Gartempe. Il est le frère cadet de Monseigneur François Favreau. 
Diplômé de l’École nationale des chartes en 1957, il est d'abord conservateur aux Archives nationales puis directeur des Archives départementales de Maine-et-Loire en 1964. 
En 1969, il est nommé à l’Université de Poitiers, où il est chargé d’un enseignement en épigraphie médiévale et de la création d’un corpus des inscriptions de la France médiévale au Centre d’études supérieures de civilisation médiévale (CESCM), dont il sera directeur adjoint en 1975, puis directeur de 1981 à 1993.
Il soutient en 1974 une thèse de doctorat sur la ville de Poitiers à la fin du Moyen Âge, publiée en deux volumes en 1978, et est élu professeur titulaire d’histoire médiévale en 1976.
Depuis 1991, il est membre correspondant de l’Académie des inscriptions et belles-lettres.
Il a pris sa retraite en 1994.

## Publications (sélection)
- La Ville de Poitiers à la fin du Moyen Âge : une capitale régionale, Poitiers, Société des antiquaires de l'Ouest (Mémoires de la Société des antiquaires de l'Ouest, 4e série, tomes XIV et XV, années 1977-1978), 1978, LXXXIX-720 p. (présentation en ligne), [présentation en ligne]. Prix Gobert 1979 de l’Académie des inscriptions et belles-lettres.
- Épigraphie médiévale, Brepols, 1998,  (ISBN 978-2503506470).
- Histoire de l'Aunis et de la Saintonge : Tome 2, Le Moyen Age, Geste éditions, 2014,  (ISBN 978-2367460413).
- Les inscriptions de Poitiers - Corpus des inscriptions de la France médiévale - Hors série, CNRS, 2018,  (ISBN 978-2271117656) .
- Hilaire de Poitiers. Paroles d'un pasteur, Collection Trésors Poitevins, 2007,  (ISBN 978-2952550147).
- Abbayes et prieurés du Poitou Deux-Sèvres, avec Marie-Thérèse Camus,  (ISBN 978-2-919078-11-0)[2],[3].
- Poitiers, de Jean de Berry à Charles VII : registres de délibérations du corps de ville, no 1, 2 et 3 : 1412-1448, Poitiers, Société des antiquaires de l'Ouest, coll. « Archives historiques du Poitou / Registres de délibérations du corps de ville de Poitiers » (no 66 / 1), 2014, 462 p. (ISBN 978-2-916093-20-8, présentation en ligne), [présentation en ligne], [présentation en ligne], [présentation en ligne], [présentation en ligne].
- Les inscriptions du XVe siècle en France. Gertrude Mras; Renate Kohn. Epigraphik 2000 : neunte Fachtagung für mittelalterliche und neuzeitliche Epigraphik Klosterneuburg, 9.-12. Oktober 2000, Verlag der Österreichischen Akademie der Wissenschaften, pp.131-151, 2006, 978-3-7001-3634-7. ffhalshs-03322724f

## Distinctions
- Commandeur de l'ordre des Arts et des Lettres. Il est fait commandeur lors de la promotion du 19 février 1993[4].
- Chevalier de l'ordre de Saint-Grégoire-le-Grand (2011)[5]